# Інститут Східної Європи в Римі
Інститут Східної Європи в Римі — науково-дослідна установа, що існувала в Римі з 1921 по 1945 рік.

## Історія
Засновано 1921 року під егідою Міністерства закордонних справ Італії з метою вивчення держав Східної Європи, насамперед тих, що утворилися після Першої світової війни на територіях колишніх Російської імперії та Австро-Угорщини.
Складовою частиною його досліджень стали українські студії, започатковані завідувачем слов'янської секції, істориком східної церкви Авреліо Пальмієрі.
У своїх працях «Літературна історія Рутенії» (1924) та «Політична географія радянської України» (1925) Пальмієрі накреслив у контексті вивчення національно-визвольних змагань 19-початку 20 століть основні напрями розробок історичного минулого, економіки та культури України.
Більшість українознавчих розвідок та інформативних матеріалів про Україну публікувалися в щомісячному журналі інституту «L'Europa orientale» («Східна Європа») і мали політичний характер. Велике місце в них посідали питання міжнародного становища України, українсько-польських та українсько-російських стосунків. Інститут вводив в обіг італійську історіографію творів української наукової думки шляхом їх реферування та публікації спеціальних оглядів. Серед власне українських видань особлива увага надавалася працям Михайла Грушевського (про М.Куліша, укр. театр, «Коротка історія України») та Українського соціологічного інституту. 
За тематичним принципом проводилася бібліографічна робота (зокрема, було підготовлено «Бібліографію української незалежності»). Заходами інституту українська тематика впроваджувалася також у програми наукових конференцій та навчальні курси університетів. Посівши провідне місце в італ. україністиці міжвоєнного періоду, І. С.Є. залучив до своїх досліджень у цій галузі професорів Е. Ло Гатто, А.Джанніні, Л.Сальвіні, Н.Фесту (1-й дир.), співробітників установ Державного центру УНР на еміграції І.Гриненка, М.Єреміїва, Є.Онацького. 
В 1945 році інститут припинив свою діяльність.